# Комиссия по надзору за финансовым сектором
Комиссия по надзору за финансовым сектором (фр. Commission de Surveillance du Secteur Financier, CSSF) — государственная организация Люксембурга, основной задачей которой является контроль и регулирование финансового сектора экономики Люксембурга. Комиссия начала действовать 1 января 1999 года на основе Закона о Комиссии по надзору за финансовым сектором, принятого 23 декабря 1998 года.
Основными задачами Комиссии являются:
- создание продуманной и разумной политики развития бизнеса в соответствии с действующим законодательством;
- контроль качества систем организации и внутреннего контроля компаний;
- защита финансовой стабильности компаний и финансового сектора в целом;
- повышение качества управления рисками.

Комиссия по надзору за финансовым сектором представляет Люксембург на международном уровне и в Европейском союзе на переговорах по финансовым вопросам и несёт ответственность за координацию исполнения всех международных положений или рекомендаций на национальном уровне.